# Ludwig von Arco-Zinneberg
Ludwig von Arco-Zinneberg (Monaco di Baviera, 3 gennaio 1840 – Monaco di Baviera, 20 novembre 1882) è stato un nobile, politico e filantropo tedesco.

## Biografia
Membro della nobile famiglia dei conti d'Arco-Zinneberg, Ludwig era figlio di Maximilian e di sua moglie, la contessa Leopoldine von Waldburg-Zeil-Trauchburg. Tramite la nonna paterna, Maria Leopoldina d'Austria-Este era imparentato con la famiglia imperiale austriaca.
Interessatosi al mondo dell'associazionismo cattolico della Baviera sin da giovane, nel 1867 divenne presidente della Società di San Vincenzo de' Paoli di Monaco, che si dedicava alla cura dei poveri. Nel 1869 divenne il presidente fondatore della "Associazione bavarese-patriottica dei contadini di Tuntenhausen", che crebbe rapidamente sotto la sua guida. Nel 1870 suo padre acquistò per lui il castello di Maxlrain.
Insieme al cugino principe Carlo I di Löwenstein-Wertheim-Rosenberg, fu tra i principali organizzatori delle giornate cattoliche tedesche e, in qualità di presidente della sezione di Monaco, si avvicinò particolarmente alle prime forme di aggregazione politica dei cattolici tedeschi a fine Ottocento, promuovendo nello specifico il Partito dei Patrioti Bavaresi. Dal 1876 fu membro onorario della confraternita studentesca cattolica KDStV Aenania Munich.
Di salute cagionevole, morì a Monaco a 42 anni nel 1882 e venne sepolto nella chiesa di Tuntenhausen.

## Ascendenza
|                                                                           |                                                                       |                                                                                                   | Genitori                                           |  |  | Nonni |  |  | Bisnonni              |  |  | Trisnonni               |  |
|                                                                           |                                                                       |                                                                                                   |                                                    |  |  |       |  |  | Ignaz Joseph von Arco |  |  | Philipp Johann von Arco |  |
|                                                                           |                                                                       |                                                                                                   |                                                    |  |  |       |  |  | Ignaz Joseph von Arco |  |  | Philipp Johann von Arco |  |
|                                                                           |                                                                       | Maria Anna Mandl von Deutenhofen                                                                  |                                                    |  |  |       |  |  | Ignaz Joseph von Arco |  |  |                         |  |
| Ludwig von Arco                                                           |                                                                       |                                                                                                   |                                                    |  |  |       |  |  | Ignaz Joseph von Arco |  |  |                         |  |
|                                                                           |                                                                       | Antonia Trauner von Adelstetten                                                                   | Karl Joseph Trauner von Adelstetten                |  |  |       |  |  |                       |  |  |                         |  |
|                                                                           |                                                                       | Antonia Trauner von Adelstetten                                                                   | Karl Joseph Trauner von Adelstetten                |  |  |       |  |  |                       |  |  |                         |  |
|                                                                           |                                                                       | Antonia Trauner von Adelstetten                                                                   | Katharina Eleonore Mayenhofer von Aulenbach        |  |  |       |  |  |                       |  |  |                         |  |
| Maximilian von Arco-Zinneberg                                             |                                                                       | Antonia Trauner von Adelstetten                                                                   |                                                    |  |  |       |  |  |                       |  |  |                         |  |
|                                                                           |                                                                       | Ferdinando Carlo Antonio d'Asburgo-Lorena                                                         | Francesco I di Lorena                              |  |  |       |  |  |                       |  |  |                         |  |
|                                                                           |                                                                       | Ferdinando Carlo Antonio d'Asburgo-Lorena                                                         | Francesco I di Lorena                              |  |  |       |  |  |                       |  |  |                         |  |
|                                                                           |                                                                       | Ferdinando Carlo Antonio d'Asburgo-Lorena                                                         | Maria Teresa d'Austria                             |  |  |       |  |  |                       |  |  |                         |  |
| Maria Leopoldina d'Austria-Este                                           |                                                                       | Ferdinando Carlo Antonio d'Asburgo-Lorena                                                         |                                                    |  |  |       |  |  |                       |  |  |                         |  |
|                                                                           |                                                                       | Maria Beatrice d'Este                                                                             | Ercole III d'Este                                  |  |  |       |  |  |                       |  |  |                         |  |
|                                                                           |                                                                       | Maria Beatrice d'Este                                                                             | Ercole III d'Este                                  |  |  |       |  |  |                       |  |  |                         |  |
|                                                                           |                                                                       | Maria Beatrice d'Este                                                                             | Maria Teresa Cybo-Malaspina                        |  |  |       |  |  |                       |  |  |                         |  |
| Ludwig von Arco-Zinneberg                                                 |                                                                       | Maria Beatrice d'Este                                                                             |                                                    |  |  |       |  |  |                       |  |  |                         |  |
|                                                                           | Massimiliano di Waldburg-Zeil, I principe di Waldburg-Zeil-Trauchburg | Franz Anton Joseph Johann Wilhelm von Waldburg-Zeil                                               |                                                    |  |  |       |  |  |                       |  |  |                         |  |
|                                                                           | Massimiliano di Waldburg-Zeil, I principe di Waldburg-Zeil-Trauchburg | Franz Anton Joseph Johann Wilhelm von Waldburg-Zeil                                               |                                                    |  |  |       |  |  |                       |  |  |                         |  |
|                                                                           | Massimiliano di Waldburg-Zeil, I principe di Waldburg-Zeil-Trauchburg | Maria Anna Sophia Theresa von Waldburg                                                            |                                                    |  |  |       |  |  |                       |  |  |                         |  |
| Franz Thaddaus von Waldburg-Zeil, II principe di Waldburg-Zeil-Trauchburg | Massimiliano di Waldburg-Zeil, I principe di Waldburg-Zeil-Trauchburg |                                                                                                   |                                                    |  |  |       |  |  |                       |  |  |                         |  |
|                                                                           |                                                                       | Johanna Maria von Hornstein                                                                       | Leopold Thaddäus von Hornstein                     |  |  |       |  |  |                       |  |  |                         |  |
|                                                                           |                                                                       | Johanna Maria von Hornstein                                                                       | Leopold Thaddäus von Hornstein                     |  |  |       |  |  |                       |  |  |                         |  |
|                                                                           |                                                                       | Johanna Maria von Hornstein                                                                       | Maria Anna von Welsperg zu Raitenau und Primör     |  |  |       |  |  |                       |  |  |                         |  |
| Leopoldine von Waldburg-Zeil-Trauchburg                                   |                                                                       | Johanna Maria von Hornstein                                                                       |                                                    |  |  |       |  |  |                       |  |  |                         |  |
|                                                                           |                                                                       | Domenico Costantino di Löwenstein-Wertheim-Rochefort, I principe di Löwenstein-Wertheim-Rochefort | Theodor Alexander zu Löwenstein-Wertheim-Rochefort |  |  |       |  |  |                       |  |  |                         |  |
|                                                                           |                                                                       | Domenico Costantino di Löwenstein-Wertheim-Rochefort, I principe di Löwenstein-Wertheim-Rochefort | Theodor Alexander zu Löwenstein-Wertheim-Rochefort |  |  |       |  |  |                       |  |  |                         |  |
|                                                                           |                                                                       | Domenico Costantino di Löwenstein-Wertheim-Rochefort, I principe di Löwenstein-Wertheim-Rochefort | Luise von Leiningen-Dachsburg-Hartenburg           |  |  |       |  |  |                       |  |  |                         |  |
| Christiane Henriette Polyxena von Löwenstein-Wertheim-Rosenberg           |                                                                       | Domenico Costantino di Löwenstein-Wertheim-Rochefort, I principe di Löwenstein-Wertheim-Rochefort |                                                    |  |  |       |  |  |                       |  |  |                         |  |
|                                                                           |                                                                       | Leopoldine zu Hohenlohe-Bartenstein                                                               | Ludwig Leopold zu Hohenlohe-Bartenstein            |  |  |       |  |  |                       |  |  |                         |  |
|                                                                           |                                                                       | Leopoldine zu Hohenlohe-Bartenstein                                                               | Ludwig Leopold zu Hohenlohe-Bartenstein            |  |  |       |  |  |                       |  |  |                         |  |
|                                                                           |                                                                       | Leopoldine zu Hohenlohe-Bartenstein                                                               | Polyxena von Limburg-Stirum                        |  |  |       |  |  |                       |  |  |                         |  |
|                                                                           |                                                                       | Leopoldine zu Hohenlohe-Bartenstein                                                               |                                                    |  |  |       |  |  |                       |  |  |                         |  |